# 海会寺 (阳城)
35°30′06″N 112°33′36″E / 35.50167°N 112.56000°E
海会寺位于中国山西省阳城县北留镇大桥村，依山傍水，2006年被列为第六批全国重点文物保护单位。

## 历史
海会寺初创于隋朝，初名郭峪院，寺庙的创建拥有“白兔衔经”的神奇传说，僧人跟随白兔在龙泉处停下建寺。唐乾宁元年（894年）蜀僧顺敏再兴古寺，获唐昭宗赐额“龙泉禅院”。北宋太平兴国七年（980年），宋太宗又敕赐“海会寺”为额。明成化年间曾修缮大雄宝殿。抗战时期，占领阳城的日军曾炮轰海会寺。抗战胜利后，海会寺用作造纸厂，生产冀南银行所用纸张，以及阳城师范、阳城二中的临时教学场所，佛像全毁，大雄殿保留作大礼堂，东西经堂、阎王殿、文武神圣殿、观音殿改为办公室和教师宿舍，其余建筑被拆，用于建操场和学生宿舍。1986年，阳城二中搬迁至新校址。2003年10月1日，海会寺修缮完成。皇城相府景区接管海会寺以后，又进行大幅度修缮提升。
海会书院在明清时期亦颇为兴盛，明代吏部尚书王国光、张慎言以及68名进士都曾在此读书。

## 建筑
海会寺占地2.9万平方米，建筑面积3842平方米，分为古塔、佛寺、园林三区。
- 佛寺区：五进院落，包括沿中轴线的山门、天王殿、莲池、药师殿、毗卢阁、伽蓝殿遗址、大雄殿，以及东西经堂、卧佛殿、观音殿、阎王殿等建筑。[4]

海会寺现存明清古建筑146间。山门、天王殿、药师殿、毗卢阁、钟鼓楼等建筑，均为2001年在原址修复。
大雄殿坐落在最高处，面阔五间，进深七椽，面积245平方米，重建于明成化十五年（1479年）。匾额为明代左僉都御史杨继宗书写。柱头斗拱五彩双下昂，殿内施粗壮荆木梁柱，雕梁画栋，单檐悬山顶，殿脊琉璃脊饰，有唐代遗风。
大雄殿两侧的东西经堂、阎王殿、文武神圣殿、观音殿均为古建，斗拱呈现元、明、清历代不同风格，最早的构件甚至拥有金代元素。
- 古塔区：三进院落，双塔在别院东南，前后排列。

小塔建于五代后梁龙德二年（922年），是顺敏禅师圆寂后所建的舍利塔，青砖砌筑楼阁式砖塔，六角十级，高20余米。小塔内的楼板被锯断。小塔外壁遍布规则的佛龛，又称“千佛塔”，龛中佛像均已被毁。塔身向西倾斜。
大塔建于明嘉靖、隆庆年间（1565—1568），或明嘉靖四十年（1561年），楼阁式砖塔，为富商李思孝捐资两千余两白银而建。系如来塔，亦称琉璃塔。八角十三级，高57米。塔身第十层支出平座，为琉璃擎檐柱悬空阁，形成奇特的空中楼阁，每面三间，共24间。平座上置檐柱，围以琉璃栏杆，檐柱、栏杆、雀替均采用琉璃制作，色彩斑斓。大塔底部三层用砖石围筑成八角城垛式，形似城堡。

## 保护
1965年5月24日，海会寺被省政府公布为第一批省级重点文物保护单位。2006年5月25日，海会寺由中华人民共和国国务院公布为第六批全国重点文物保护单位，编号6-0448-3-151。